# Peyrelevade
Peyrelevade is een gemeente in het Franse departement Corrèze (regio Nouvelle-Aquitaine) en telt 806 inwoners (2004). De plaats maakt deel uit van het arrondissement Ussel.

## Geografie
De oppervlakte van Peyrelevade bedraagt 67,5 km², de bevolkingsdichtheid is 11,9 inwoners per km².
De onderstaande kaart toont de ligging van Peyrelevade met de belangrijkste infrastructuur en aangrenzende gemeenten.

## Demografie
Onderstaande figuur toont het verloop van het inwonertal (bron: INSEE-tellingen).